# Aifiya Kurniawati
Aifiya Kurniawati (ur. 1999) – indonezyjska zapaśniczka walcząca w stylu wolnym. Srebrna medalistka mistrzostw Azji Południowo-Wschodniej w 2022 roku. 